# المديرية العامة للطرق السريعة (تركيا)
المديرية العامة للطرق السريعة ( التركية: Karayolları Genel Müdürlüğü ( KGM ) هي وكالة حكومية مسؤولة عن بناء وصيانة جميع الطرق العامة خارج المدن والبلدات في تركيا . تم تأسيسها في الأول من مارس عام 1950، بعد صدور قانون الطرق السريعة الدولية عام 1949. تعمل الوكالة كشركة تابعة لوزارة النقل والبنية التحتية التركية . 
مع أقسامها الإقليمية الثمانية عشر في جميع أنحاء البلاد في تركيا ، تحافظ الوكالة على شبكة طرق يبلغ مجموعها 68633 كيلومترًا، وتضم 3,523 كـم (2,189 ميل) من الطرق السريعة ( بالتركية : Otoyol ، مسبوقة بـ "O")، 30,974 كـم (19,246 ميل) من الطرق السريعة الحكومية ( بالتركية : Devlet yolu ، مسبوقة بـ "D")، و34,136 كم (21,211 ميل) من الطرق الإقليمية ( بالتركية : İl yolu ، مسبوقة برمز المقاطعة المكون من رقمين).  تتضمن هذه الشبكة البنية التحتية ذات الصلة مثل الجسور والأنفاق. 
تدير المديرية العامة للطرق السريعة (GDH) ساحات تحصيل الرسوم على الطرق والجسور ذات الرسوم ، باستخدام أنظمة تحصيل الرسوم الآلية، بما في ذلك نظام أو جي أس القائم على جهاز الإرسال والاستقبال ونظام أتش جي أس القائم على تحديد الهوية بموجات الراديو . 